# Bruno Labbadia
Bruno Labbadia, född 8 februari 1966 i Darmstadt, är en tysk fotbollsspelare och tränare. 
Labbadia var under sin aktiva karriär anfallare och representerade bland andra Kaiserslautern, Bayern München och Werder Bremen i tyska Bundesliga. Han spelade två matcher i tyska landslaget under 1990-talet. Efter spelarkarriären blev han tränare. I början av 2009/2010 års säsong ersatte han Martin Jol som tränare för Hamburger SV, men efter flera dåliga resultat under våren blev han sparkad i april 2010.